# PAL-V
PAL-V（Personal Air and Land Vehicle）是一家荷兰公司，該公司曾開發全球第一款商用飞行汽车PAL-V Liberty。它是一种可以在公共道路上行驶的小型双人飞机。2020年10月28日，PAL-V Liberty獲得歐洲道路行駛許可證，PAL-V Liberty也成為全球第一台獲得道路行駛許可證的飞行汽车。